# Oregon Route 217
Az Oregon Route 217 (OR-217) egy oregoni állami országút, amely észak–déli irányban a 26-os szövetségi országút beavertoni elágazásától az Interstate 5 tigardi csomópontjáig halad.
A szakasz Beaverton–Tigard Highway No. 144 néven is ismert.

## Leírás
Az útpálya gyorsforgalmi útként, le- és felhajtókkal épült meg. A szakasz West Haven–Sylvantól délre, a 26-os út beavertoni lehajtójánál kezdődik, majd az első kilométernél West Slope felé lehet lehajtani. Az útvonalon kilenc darab köztes csomópont található, némelyik egy kilométeren belül, ezeket a távolság után írt A vagy B betűvel jelölik. A szakasz először dél-, Tigardtól pedig délkelet felé vezet, a városban pedig keresztezi a 99W utat. A pálya végül Lake Oswegóban ér véget, ahol becsatlakozik az Interstate 5-be.
Az útvonalon a sűrű forgalom mellett komoly problémát jelent a csomópontok kis távolsága, ezért a fel- és lehajtóknál gyakoriak a torlódások; ezek közül néhányat megszüntetnek, illetve új elkerülőket alakítanak ki.
Mielőtt a gyorsforgalmi út az 1960-as évek végén, 1970-es évek elején elkészült volna, a szakasz a környező utcákhoz szintbeli csomópontokkal kapcsolódott. A 32 kilométeres útvonal a 8-as út és a Durham Street kereszteződésétől Progressen és Metzgeren át, a Willamette-folyót keresztezve a 99E út aurorai elágazásáig futott. A Wilsonville-től délre eső rész (Beaverton-Aurora Highway, ma Beaverton–Tualatin Highway No. 141) a 141-es számot kapta.
A pályát az Interstate 5-tel összekötő 270 fokos rámpa helyére 2001-ben felüljárót építettek, amelyet úgy terveztek meg, hogy szükség esetén más irányokba is bővíthető legyen.
A Westside Express Service HÉV-vonal Beaverton és Tigard közötti szakasza az út nyugati oldalán fut.

## Fordítás
- Ez a szakasz részben vagy egészben  az   Oregon Route 217 című angol Wikipédia-szócikk Route description című fejezete ezen változatának fordításán alapul.  Az eredeti cikk szerkesztőit annak laptörténete sorolja fel. Ez a jelzés csupán a megfogalmazás eredetét és a szerzői jogokat jelzi, nem szolgál a cikkben szereplő információk forrásmegjelöléseként.